# Тернополь (аэропорт)
Международный аэропорт Терно́поль (укр. Міжнародний аеропорт Тернопіль), (ИАТА: TNL, ИКАО: UKLT) — международный аэропорт Украины, расположенный в трёх километрах к юго-востоку от города Тернополь.

## Общие сведения
Аэропорт является собственностью Тернопольского областного совета. Объект занимает площадь в 164,29 гектар, находится на высоте 327 метров над уровнем моря и эксплуатирует две взлётно-посадочные полосы:
- 10/28 размерами 2008 х 42 метра с асфальтобетонным покрытием и
- 12/30 длиной 750 метров с асфальтовым покрытием. При этом, вторая полоса фактически является частью рулёжной дорожки.

Международный аэропорт Тернополь допущен к принятию воздушных судов с частотой не более пяти вылетов в сутки и максимальной взлётной массой каждого лайнера до 64,9 тонн, принимаемые типы: Л-410, Ан-28, Ан-24, Ан-2, Ан-26, Ан-30, Ан-72, Ан-32, Як-40, Як-42, Ан-12, Ан-140, Ан-148, Ан-158, Ту-134, Ил-18, Airbus 320, Boeing 737, а также вертолёты всех типов.
Здание аэровокзала имеет два пассажирских терминала (один на вылет площадью 1070 кв. М, второй — на прилёт площадью 384 кв. м) с пропускной способностью 100 пассажиров в час, пункт пропуска через государственную границу, автономное обеспечение теплом, водой и электроэнергией. Строительный объем аэровокзала — 12 775 м³.
Расположение аэропортового комплекса и сооружений дает возможность модернизации аэропорта, в частности удлинение взлетно-посадочной полосы до 2300 м на существующем землеотводе, строительство нового аэровокзала, дополнительных перронов, создание современных терминалов по обработке грузов.

## История
Началом работы аэропорта считается 1947 год. С 1960 года аэропорт находится на современном месте базирования и имеет грунтовую ВПП. В 1969 году в проведена реконструкция аэровокзала, а в 1985 году построена искусственная ВПП, рулёжные дорожки и перроны.
После введения в действие в мае 1985 года новой взлетно-посадочной полосы началась эксплуатация современного аэровокзала. С тех пор Тернополь был связан воздушным сообщением со многими крупными городами Украины. Авиалайнеры Як-42, Як-40, Ан-24 и Ан-2 летали в Киев, Москву, Симферополь, Львов, Донецк, Житомир, Одессу, Черновцы, Ужгород, Ровно и Ивано-Франковск. Также функционировали местные сообщения с городами Борщёв, Кременец и посёлком городского типа Мельница-Подольская. Пик пассажиропотока пришёлся на начало 1990-х годов. В этот период, в частности по воскресеньям, в Тернопольском аэропорту можно было одновременно увидеть самолеты Як-42 (Москва), Ан-24 (Киев), Ан-24 (Симферополь), Ан-2 (Львов), Ан-2 (Кременец). С начала 1990-х годов наблюдалось постепенное уменьшение пассажиропотока.
В 2001 году аэропорт перестал полноценно функционировать. Некоторое время объект не играл важной роли — осуществлялось лишь несколько рейсов в неделю.
В 2004 году аэропорт Тернополя получил статус международного.

## Современное время
В настоящее время международный аэропорт Тернополь обслуживает только чартерные рейсы. Последним регулярным маршрутом в Тернополе был рейс в Киев (Жуляны), выполнявшийся в период с 31 мая по 2 июля 2010 года компанией Мотор Сич на самолётах Ан-24РВ.
С 2014 по 2016 годы на территории аэропорта происходил музыкальный фестиваль «Прекрасный город» (укр. Файне місто).
В 2016 году Государственная авиационная служба Украины продлила лицензию на деятельностью аэропорта Тернополь.
В 2018 году у руководства порта появились планы по строительству грузового терминала.
27 сентября 2021 года новым руководителем аэропорта был назначен Артем Пуковский. Он рассказал, что в настоящее время аэропорт не может принять самолёты ввиду отсутствия сертификатов эксплуатации. 5 октября были поданы необходимые документы на изготовление проекта постоянной взлетно-посадочной площадки. На это должно было уйти около 3 месяцев. Планируется сдавать в аренду склады и помещения, чтобы аэропорт был самоокупаемым.